# Penisola di Miura

penisola

La penisola di Miura (in lingua giapponese 三浦 半島 Miura-hanto?) è una penisola del Giappone, nella prefettura di Kanagawa, e divide la baia di Tokyo, a est, dalla baia di Sagami, a ovest. 
Città e paesi della penisola di Miura includono Yokosuka, Miura, Hayama, Zushi, e Kamakura. I residenti prevalentemente lavorano a Tokyo, ma si tratta anche di una popolare meta turistica per gli abitanti della capitale.
Sul lato occidentale della penisola si trova l'Accademia di difesa nazionale e sul lato orientale la base navale di Yokosuka. 
Una parte significativa dell'energia elettrica di Tokyo è generata della centrale della Tokyo Electric a Uraga, e importanti attività di ricerca e sviluppo sui telefoni cellulari di nuova generazione si svolgono al Yokosuka Research Park.